# 周冠楠
周冠楠，澳洲首席华语主持人，澳大利亚联邦政府注册婚姻证婚官，华裔男歌手，别名冠楠，楠哥。

## 个人经历
周冠楠出生于中华人民共和国山东省青岛，高中就读于青岛艺术学校美术专业。2007年参加“雪碧我型我秀”获得青岛20强，2008年参加“百事新星歌唱大赛”获得青岛赛区高校组冠军。2009年进入青岛电视台，担任出镜记者、摄像、后期等工作。2010年调至新华财经青岛分部，2011年重新调回青岛电视台，并与同事创建相亲节目“一见钟情”。2013年获得TVB悉尼新年歌会亚军。2015年11月参加香港无线电视（TVB）《全球华人新秀歌唱大赛》，并取得全球亚军。2017年担任"唱响星途"中澳华人流行歌手大赛形象大使。
曾先后主持：爱奇艺独播，灿星制作综艺节目《唱给世界听》全球总决赛、2018年澳洲国际华语电影节开幕红毯仪式、2015、2019、2023 TVB华裔小姐悉尼赛区总决赛、中国工商银行澳洲十周年晚宴、澳洲诚峰高教集团上市晚宴、2017澳洲华人餐饮协会周年庆、上汽大通澳洲发布会、蔡少芬、朱茵、杨恭如澳洲见面会、纪念抗日战争暨反法西斯战争胜利70周年大型交响音乐会、2016年中澳电影节开幕式主持人、2014年澳大利亚国际华语电影节开幕式主持人、韩庚悉尼见面会主持人、2015年“今日悉尼四周年”庆典晚会主持人、2015年悉尼政府主办“情人港华人灯会”主持人、2014年悉尼歌剧院华人少儿才艺大赛主持人、2016年安杰玛陈晓东、立威廉见面会晚宴、2014年澳大利亚“华星之夜”晚会主持人、2014年悉尼“音乐至尚”主持人、2015年华人东方春晚主持人。
1. ↑  .   [2016-10-06]. （原始内容存档于2016-10-09）.